# اولدندورف (اشتدته)
اولدندورف (به آلمانی: Oldendorf) یک شهر در آلمان است که در Oldendorf-Himmelpforten واقع شده‌است. اولدندورف ۲٬۸۶۳ نفر جمعیت دارد.